# Saint-André (Gers)
Saint-André (gaskognisch: Sent Andreu) ist eine französische Gemeinde mit 126 Einwohnern (Stand: 1. Januar 2022) im Département Gers in der Region Okzitanien. Sie gehört zum Kanton Val de Save und zum Arrondissement Auch. Die Einwohner werden Saint-Andréens genannt.

## Lage
Saint-André liegt etwa 51 Kilometer westsüdwestlich von Toulouse. Umgeben wird Saint-André von den Nachbargemeinden Montiron im Norden, Lahas im Osten und Nordosten, Bézéril im Süden und Südosten, Polastron im Süden und Südwesten sowie Aurimont im Süden und Westen.

## Bevölkerungsentwicklung
| Jahr                       | 1962 | 1968 | 1975 | 1982 | 1990 | 1999 | 2006 | 2011 | 2016 |
| -------------------------- | ---- | ---- | ---- | ---- | ---- | ---- | ---- | ---- | ---- |
| Einwohner                  | 115  | 101  | 98   | 92   | 95   | 76   | 87   | 103  | 119  |
| Quellen: Cassini und INSEE |      |      |      |      |      |      |      |      |      |

## Sehenswürdigkeiten
- Reste einer Turmhügelburg (Motte) aus dem 10. Jahrhundert
- Kirche aus dem 19. Jahrhundert
- Schloss aus dem 18. Jahrhundert